# Brian Sicknick
Brian David Sicknick (30. června 1978 New Brunswick, New Jersey – 7. ledna 2021 Washington) byl americký policista a člen jednotky chránící Kapitol Spojených států amerických, který zemřel po útoku na Kapitol vyvolaném příznivci tehdejšího prezidenta Donalda Trumpa dne 6. ledna 2021.

## Služba

### Národní garda
Sicknick sloužil v letech 1997 až 2003 u Letecké národní gardy státu New Jersey. Byl nasazen v Perském zálivu během operace Desert Fox v roce 1999 a operace Trvalá svoboda v roce 2008.

### Policie
V roce 2008 začal sloužit jako příslušník United States Capitol Police. Jeho prvním nasazením byla inaugurace Baracka Obamy. V prezidentských volbách roku 2016 podporoval Donalda Trumpa.

### Útok na Kapitol
Sicknick byl členem jednotky, která zasahovala během útoku na Kapitol Spojených států amerických. Den po útoku policejní sbor oznámil, že byl zraněn při potyčce s demonstranty. Dva zástupci policie sdělili, že byl Sicknick udeřen hasicím přístrojem.
Bezprostředně po útoku poslal bratrovi SMS zprávu, ve které mu sdělil, že byl dvakrát napaden pepřovým sprejem, ale „jinak je v pořádku“. Později v budově Kapitolu zkolaboval a byl resuscitován. Další den utrpěl mrtvici vyvolanou krevní sraženinou a byl napojen na ventilátor. Zemřel 7. ledna v 9.30 hodin.

### Vyšetřování
Dne 14. března 2021 byli dva účastníci útoku na Kapitol zatčeni a obviněni z devatenácti federálních zločinů včetně útoku na Sicknicka a dva další policisty. Oba byli vazebně stíhání do srpna, kdy odvolací soud pro District of Columbia rozhodl, že nepředstavují riziko pro komunitu.
Dne 19. dubna 2021 uvedla kancelář hlavního soudního lékaře okresu Columbia Francisco J. Diaze, že příčná úmrtí Briana Sicknicka byla přirozená. Toto prohlášení výrazně snižuje pravděpodobnost, že by za smrt policisty mohl být někdo stíhán.

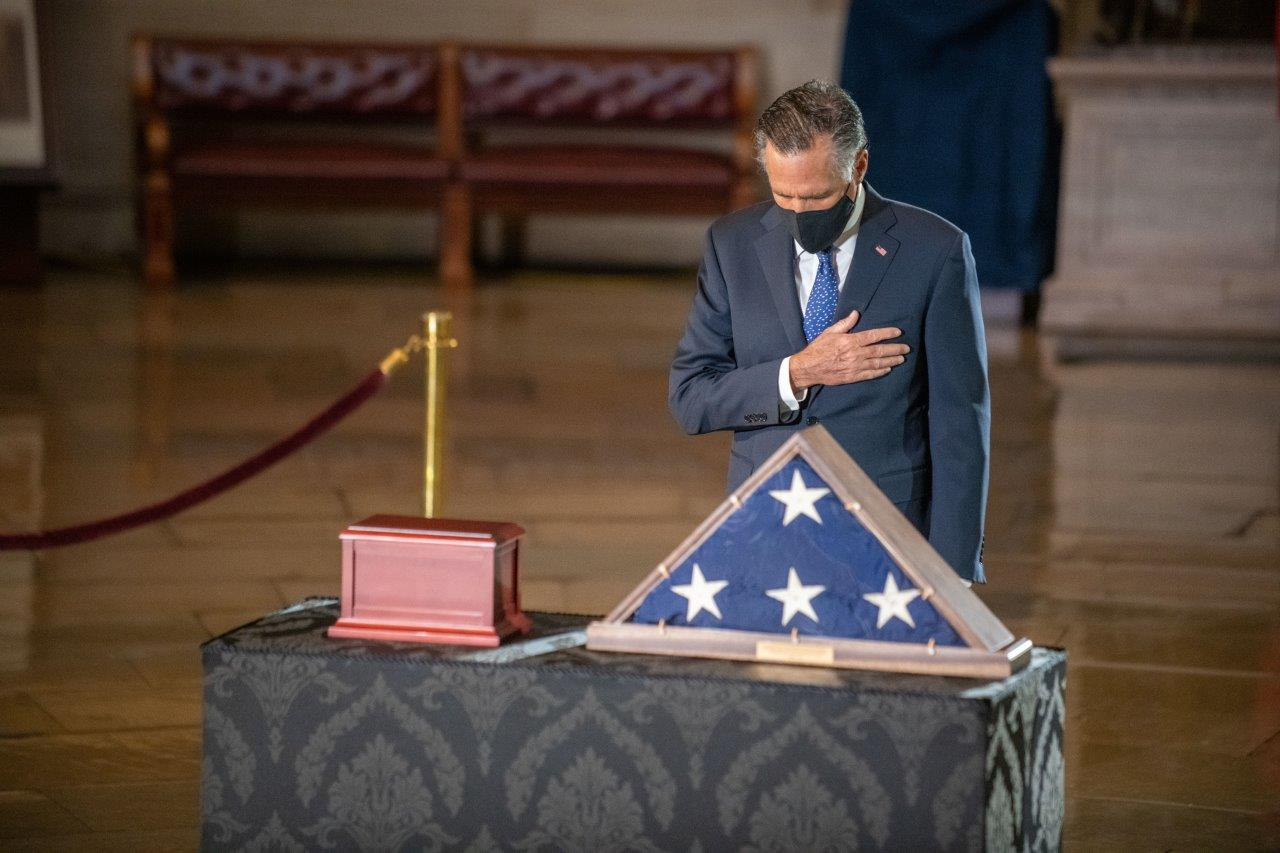
Senátor Mitt Romney (R) vzdává hold Brianu Sicknickovi.

## Státní pohřeb
Dne 2. února 2021 byla urna s popelem Briana Sicknicka uložena v Rotundě Kapitolu. Obřadu se zúčastnili prezident Joe Biden, viceprezidentka Kamala Harrisová, několik dalších členů Kongresu a policistů. Dne 3. února byly Sicknickovy ostatky pohřbeny na Arlingtonském národním hřbitově.